# Baas Zhang

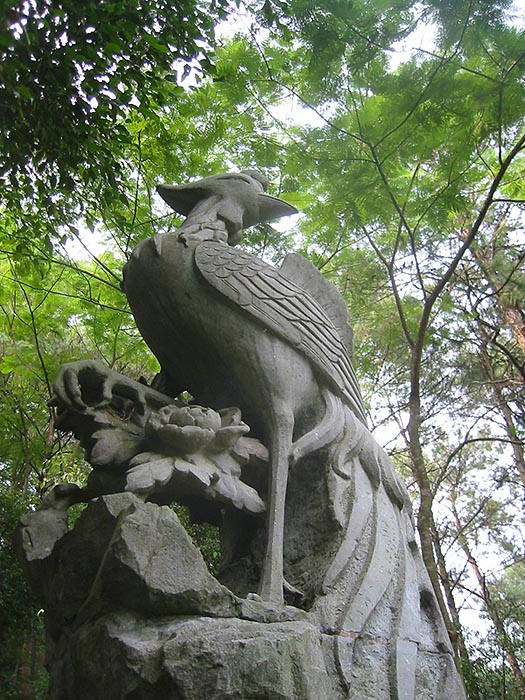
Chinese feniks in Guangxi

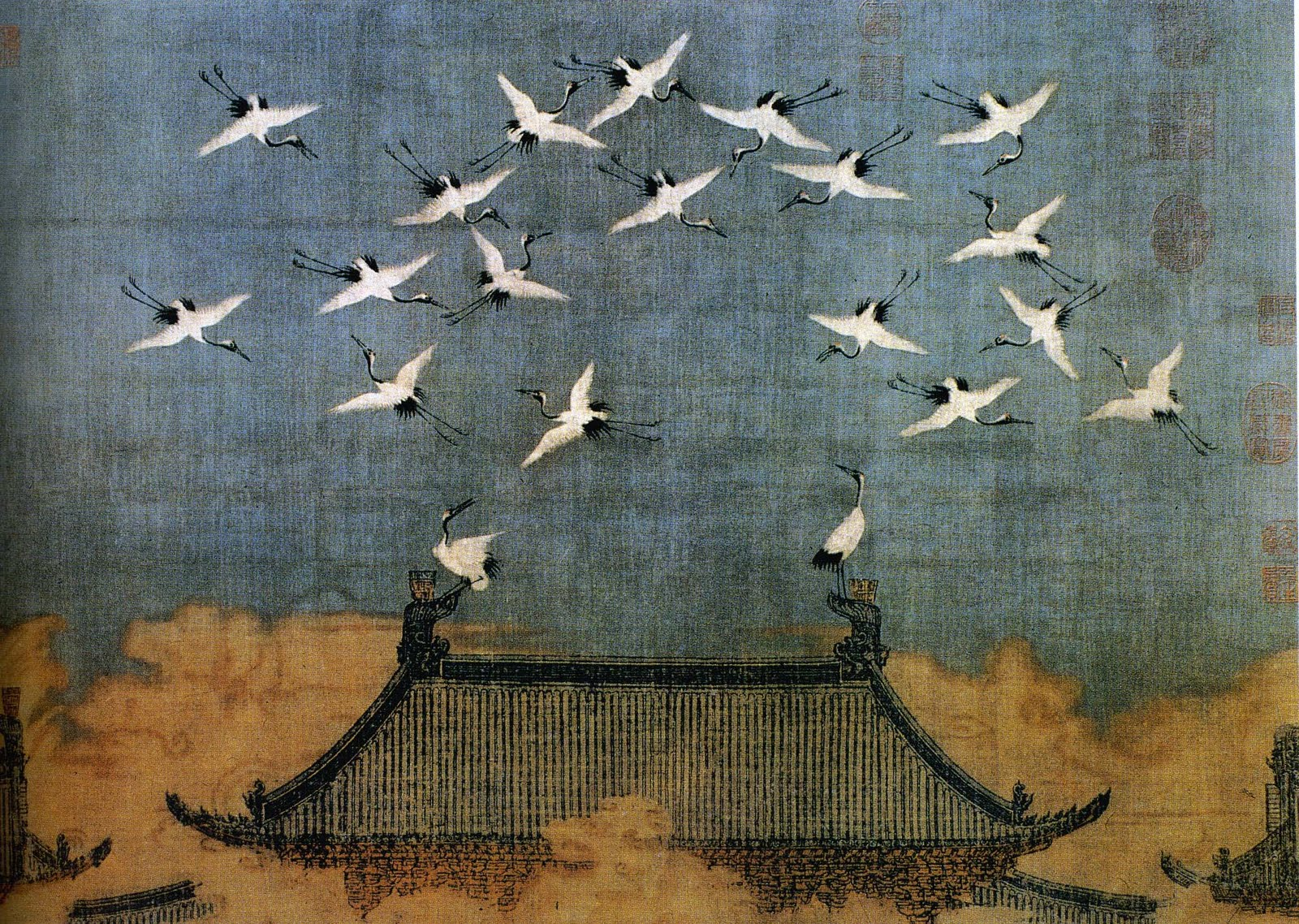
Kraanvogels

Baas Zhang is een van de titels die gegeven wordt aan een volksverhaal uit China.

## Het verhaal
Baas Zhang was een oude tuinder in het district Liuhe in Yangzhou, een van zijn buren was Wei Shu die er kwam wonen tijdens de regeringsperiode Tianjian van de Liang-dynastie. Wei Shu heeft een dochter en hij ontbiedt een huwelijksbemiddelaarster om een goede schoonzoon te zoeken. Baas Zhang wacht bij de poort en nodigt de bemiddelaarster uit voor wijn en rijst, hij wil wel met het buurmeisje trouwen. Hij wordt uitgescholden, maar probeert het de volgende dag opnieuw. Ze brengt de boodschap over en Wei Shu wordt woedend, maar zegt dat het kan gebeuren als Zhang vijfhonderd snoer bijeen krijgt.
Zhang hoort de voorwaarde en komt even later met een kruiwagen met het geld en de dochter van Wei Shu vertoont geen ergernis. Het huwelijk vindt plaats en de vrouw kookt en wast, terwijl Zhang in de tuin werkt. De verwanten klagen tegen Wei Shu en hij geeft een feestmaal. Baas Zhang vertelt dat hij niet is verhuisd, omdat Wei Shu aan zijn dochter was gehecht. Maar hij merkt dat Wei Shu in verlegenheid wordt gebracht en vertrekt naar een landgoed aan de voet van de berg Wangwu.
Ze nemen afscheid en vertrekken, als Wei Shu naar zijn dochter verlangt kan hij zijn zoon sturen naar de zuidzijde van de berg Tiantan. De echtgenote heeft een grote bamboehoed op en neemt plaats op een ezel, baas Zhang heeft een staf in zijn hand en loopt. Na enige jaren denkt Shu aan zijn dochter, hij denkt dat ze bevuild zal zijn en laat Yifang naar haar zoeken. Yifang komt bij de zuidzijde van de Tiantan en ontmoet een slaaf met bruine buffel.
De slaaf werpt zijn staf neer en loopt met Yifang in oostelijke richting, ze gaan over een heuvel en komen bij een stroom. Aan de overkant staat een grote hoeve met torens en paviljoens, ze horen muziek en zang en Yifang hoort dat dit het landgoed van Zhang is. Een ondergeschikte gekleed in purper ontvangt hen en de geur van kruiden vult de lucht. Yifang moet knielen voor Zhang en hoort over begeerte, hij ontmoet zijn zus in een vertrek van aloëhout, schildpadschaal, smaragd en parels.
Ze eten en de zus toont weinig interesse in vader, de volgende dag wil de echtgenote zich vermaken op de Braamberg met haar man. Yifang wacht en ziet vijfkleurige wolken en een fenikshaan, volgelingen volgen het paar op kraanvogels. Als het paar terugkeert, vertellen ze Yifang dat hij de volgende dag weer moet vertrekken. Yifang krijgt twintig baar goud en een oude rotan hoed, hiermee kan hij een miljoen afhalen bij apotheker Wang op de noordermarkt in Yangzhou.
De slaaf brengt Yifang terug en verdwijnt, de familie van Yifang is verbaasd en denkt dat Zhang een goddelijke onsterfelijke is. Yifang wil naar de apotheker en ontmoet een meisje, ze vertelt de piek met rood garen vastgenaaid te hebben en herkent de hoed. Yifang krijgt het geld mee en de familie wil dat Yifang opnieuw zijn zus bezoekt. Hij vindt de weg niet meer en ontmoet enkel houthakkers, de wegen van stervelingen en onsterfelijken zijn gescheiden en Yifang vindt ook Wang niet weer.
Na enkele jaren komt Yifang weer in Yangzhou en de slaaf komt naar hem toe. Hij krijgt tien pond goud en gaat naar huis, maar niemand weet waar baas Zhang verbleef.

## Achtergronden
- Het verhaal komt uit Xu xuanguai lu uit de vroege negende eeuw.
- Eigenwaan en standgevoel zijn in China ondeugden
- De onsterfelijken beschikken over onuitputtelijke wijsheid. Ze vertonen zich vaak als bedelaars.
- De Braamberg is een van de drie drijvende eilanden in de Oostelijke Oceaan die de woonplaatsen van onsterfelijken zijn.
- Zie Ba Xian en Xi Wangmu.